# Freue dich, erlöste Schar, BWV 30
Freue dich, erlöste Schar, BWV 30 (Alegra’t, Legió redimida), és una cantata religiosa de Johann Sebastian Bach per al dia de sant Joan, estrenada a Leipzig el 24 de juny, molt probablement, de l'any 1738.

## Origen i context
Aquesta cantata és paròdia d'una interpretada el 28 de setembre de 1737, Angenhmes Wiederau (BWV 30a), composta en honor del noble saxó, Johann Christian von Hennicke, amb text de Picander, que molt probablement és també l'autor d'aquesta BWV 30. Quatre recitatius, els números 2, 4, 7 i 11, i el coral número 6, basat en la tercera estrofa de l'himne Tröstet, tröstet meine Lieben, de Johan Olearius (1671), són pàgines noves, mentre que tots els altres números provenen de la cantata original. La conversió d'una cantata profana en una de religiosa mantenint la correlació entre el text i la música, és una mostra del mestratge de Bach amb la inestimable col·laboració, en aquest cas, de Picander. És, segurament, una de les últimes cantates de Bach que es conserva. Per aquest dia de Sant Joan es coneixen, a més, la BWV 167 i la BWV 7.

## Anàlisi
Obra escrita per a soprano, contralt, tenor, baix i cor; dues flautes travesseres, dos oboès, oboè d'amor, corda i baix continu. Consta de dotze números, dividits en dues parts.
Primera part
1. Cor: Freue dich, erlöste Schar (Alegra’t, Legió redimida)
2. Recitatiu (baix): Wir haben Rast (Ara descansem)
3. Ària (baix): Gelobet sei Gott, gelobet sein Name (Lloat sigui Déu i lloat el seu nom)
4. Recitatiu (contralt): Der Herold kömmt und meldt den König an (L'herald arriba anunciant al Rei)
5. Ària (contralt): Kommt, ihr angefochtnen Sünder (Veniu, compungits pecadors!)
6. Coral: Eine Stimme lässt sich hören (S'escolta una veu)

Segona part
1. Recitatiu (baix): So bist du denn, mein Heil, bedacht  (Així doncs, mon Salvador, desitges)
2. Ària (baix): Ich will nun hassen (Desitjo avorrir i rebutjar)
3. Recitatiu (soprano): Und obwohl sonst der Unbestand (I encara que la inconstància)
4. Ària (soprano): Eilt, ihr Stunden, kommt herbei (Apresseu-vos, instants, veniu aquí)
5. Recitatiu (tenor): Geduld, der angenehme Tag (Paciència, car el dolç dia)
6. Cor: Freude dich, geheilgte Schar (Alegra't, Legió Santificada)

El cor inicial, estructurat en dues seccions, és una obra brillant amb ritmes sincopats i un caràcter més aviat homòfon, que manté l'aire de dansa de la cantata profana original. El baix s'encarrega dels números següents, recitatiu i ària, acompanyat de la corda i el continu amb un estil de dansa com a substrat, i amb un esperit alegre d'acord amb el text que celebra el naixement de Sant Joan; l'al·lusió a l'evangeli és quasi literal: per preparar el camí del Senyor. Després d'un recitatiu de contralt, la mateixa veu canta l'ària següent, que és el número més destacat de l'obra; l'orquestració és original, les flautes i els violins primers amb sordina, toquen una melodia basada en un ritme sincopat, els segons violins en pizzicato i l'orgue en staccato (acords curts i solts). El coral que tanca la primera part, entona la melodia Freu’ dich sehr, o meine Seele coneguda des del segle xv. A la segona part, també és el baix qui es fa càrrec del primer recitatiu i ària; el recitatiu és de tipus accompagnato amb els dos oboès que amb un paral·lelisme rigorós recolzen la declamació del text; l'ària, amb tota la corda i el continu, construeixen un ritme conegut com a ritme llombard, que caracteritza la peça. El número 9, un recitatiu de soprano, és l'únic conservat de la versió profana que serveix de base a la religiosa; l'ària, també de soprano, té una estructura ternària da capo amb una aire clar de giga. El número 10, és l'única intervenció de tenor, més comprensible i entenedora en la versió original. El cor final és una repetició musical del que obre la cantata, amb un text diferent. Té una durada una mica superior a la mitja hora.

## Discografia seleccionada
- J.S. Bach: Das Kantatenwerk. Sacred Cantatas Vol. 2. Nikolaus Harnoncourt, Wiener Sängerknaben & Chorus Viennensis, Hans Gillesberger (director del cor), Concentus Musicus Wien, Paul Esswood, Kurt Equiluz, Max van Egmond. (Teldec), 1994.
- J.S. Bach: The complete live recordings from the Bach Cantata Pilgrimage. CD 26: St Giles' Cripplegate, Londres; 23 i 24 de juny de 2000. John Eliot Gardiner, Monteverdi Choir, English Baroque Soloists, Joanne Lunn, Wilke te Brummelstroete, Paul Angew, Dietrich Henschel. (Soli Deo Gloria), 2013.
- J.S. Bach: Complete Cantatas Vol. 22 . Ton Koopman, Amsterdam Baroque Orchestra & Choir. (Challenge Classics), 2006.
- J.S. Bach: Cantatas Vol. 55. Masaaki Suzuki, Bach Collegium Japan, Han Blazikova, Robin Blaze, Gerd Türk, Peter Kooij. (BIS), 2013.
- J. S. Bach: Church Cantatas Vol. 10. Helmuth Rilling, Gächinger Kantorei, Bach-Collegium Stuttgart. (Hänssler), 1999.